# Подборовье (Выборгский район)
Подборовье (до 1948 — Карппила, фин. Karppila) — посёлок  в Селезнёвском сельском поселении Выборгского района Ленинградской области.

## Название
Зимой 1948 года деревне Карппила было присвоено новое наименование — Затишье, но полгода спустя утверждено было другое название — Подборовье.

## История

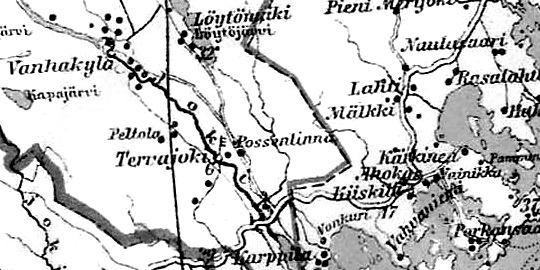
Деревня Карппила на финской карте 1923 года

В 1937 году в деревне Карппила проживал 551 житель, в деревне было 280 га леса, 73 га пашни и 7 га лугов.
До 1939 года деревня Карппила входила в состав Выборгского сельского округа Выборгской губернии Финляндской республики.
С 1 января 1940 года по 31 октября 1944 года — в составе Карело-Финской ССР.
С 1 июля 1941 года по 31 мая 1944 года — финская оккупация. 
С 1 ноября 1944 года в составе Тервайокского сельсовета Выборгского района.
С 1 октября 1948 года в составе Большепольского сельсовета.
Согласно административным данным 1966, 1973 и 1990 годов посёлок Подборовье входил в состав Большепольского сельсовета.
В 1997 году в посёлке Подборовье Большепольской волости проживали 53 человека, в 2002 году — 110 человек (русские — 95 %).
В 2007 году в посёлке Подборовье Селезнёвского СП проживали 73 человека, в 2010 году — 87 человек.

## География
Посёлок находится в западной части района на автодороге 41К-436 (подъезд к пос. Подборовье) к югу от автодороги А181 (часть E 18) «Скандинавия» (Санкт-Петербург — Выборг — граница с Финляндией).
Расстояние до административного центра поселения — 12 км. 
Расстояние до ближайшей железнодорожной станции Пригородная — 10 км.
Посёлок находится на берегу Выборгского залива в устье реки Полевой. 

## Демография
| 2007 | 2010 | 2017 | 2021 |
| ---- | ---- | ---- | ---- |
| 73   | ↗87  | ↘72  | ↗136 |

## Улицы
Волнистая, Карповая, Лесная, Можжевеловая, Набережная, Светлая, Светлый проезд, Центральная.